# Paleokontakti
Pretpostavka o paleokontaktima, koja na temelju bogate i raznovrsne ostavštine drevnih kultura zastupa ideju da su još tijekom kamenog doba neka područja na Zemlji posjetili ili posjećivali predstavnici neke visokorazvijene civilizacije iz svemira te svojim misionarskim radom civilizirali i educirali gotovo poludivlje (pra)ljude kamenog doba stara je već nekoliko desetljeća.
Ta se heretička hipoteza isprva prilično dugo iznosila vrlo oprezno izvan znanstvenih krugova, ali su je, unatoč tome, predstavnici službene znanosti ubrzo 'ex cathedra' okvalificirali kao smiješnu, neozbiljnu i posve neodrživu pa stoga prilično dugo nije mogla biti zapažena niti uvažena. Nitko od ozbiljnih znanstvenika nije ju uopće smatrao dostojnom za bilo kakvo razmatranje, a kamoli za prihvaćanje i daljnje razvijanje.
U posljednjih tridesetak godina sve veći broj slobodoumnih i nezavisnih istraživača i znanstvenika različitog profila, počevši od samoukog švicarskog hotelijera Ericha von Dänikena pa sve do eminentnog američkog orijentalista i akademika dr. Zecharia Sitchina, pretpostavlja da su naš planet još u kameno doba barem jednom posjetili neki napredni došljaci iz svemira te da su tijekom svoje misije gotovo posve primitivnom, surovom i neukom čovječanstvu postupno podarili mnoga visoka znanja koja su ih korak po korak privela k civilizaciji i kulturi.

## Drevni narodi Dalekog istoka
Nedaleko japanskog grada Yamagata na otoku Honshu otkriven je oko četiri tisuće godina stari kneževski grob ukrašen različitim crtežima. Jedan od njih prikazuje kneza ili kralja s krunom na glavi koji dizanjem ruke pozdravlja sedam letećih diskova iz kojih izbija neka bijela svjetlost. Ovakav tip groba poznat je u Japanu pod nazivom Chip-San, što u narječju starosjedilačkog plemena Ainu sa sjevernojapanskog otoka Hokkaido označava "mjesto na kojem se nalazi sunce". Japanski arheolog dr. Joshivuki Tange drži da ova sunca u nekoliko tisućljeća starim grobovima, po svoj prilici, simboliziraju NLO-e.
U drevnim legendama japanskog plemena Ainu, čiji pripadnici imaju Više europeidne nego mongoloidne crte lica, spominju se i neka "tjelesa koja svijetle" pod nazivom shinta, što u prijevodu znači kolijevka. Legenda kaže da je nekoć davno u jednoj takvoj "kolijevci" s neba na zemlju sišao bog Ukikurumi-kamui. Dr. J. Tange je na otoku Hokkaido otkrio i oko četiri tisućljeća star grob s crtežom na kojem je prikazana skupina ljudi kako Pogledom prati spiralnu putanju nekog letećeg objekta nalik kolijevci.
U srednjovjekovnim japanskim ljetopisima spominju se "vatrena sunca" - pod čime se podrazumijevaju neki gorući leteći objekti. Tako, primjerice, jedan japanski crtež izrađen tušem u 9. stoljeću prikazuje neobičan vatreni objekt na nebu čiji let netremice promatraju tri svećenika, dok nedaleko od njih stoji na tlu neobičan krilati muškarac kojeg, čini se, ne primjećuju.
Zanimljivo je da i drevne kineske legende spominju "leteće zmajeve" na kojima dolaze "sinovi nebesa". Tako se, primjerice, u kineskoj provinciji Yunnan u jednoj legendi spominju neobična "leteća zvona" koja su se u davnim vremenima pojavljivala na nebu, letjela i nestajala. Ona u letu nisu proizvodila nikakve zvukove. Zanimljivo je da su upravo takve zvonolike bešumne leteće objekte nevjerojatnih manevarskih sposobnosti često uočili i brojni današnji vidioci NLO-a diljem svijeta.
U tom pogledu napose je dojmljiv izvadak iz legende o drevnom kineskom junaku Huang Diu, koju u svojim "Povijesnim bilješkama" navodi Sima Qian, otac kineske historiografije, kojeg neki autori drže kineskim Herodotom. On u svome kroničarskom djelu tvrdi da su zabilježene legende o drevnom junaku Huang Diu, koji je živio i vladao Kinom oko 2600. pr. Kr., "bliske istini". Zanimljivo je da Huang Di svojim znanjem, sposobnostima i načinom života ima prilično sličnosti sa sumerskim bogovima. Držimo da ta sličnost zasigurno ne može biti samo puka slučajnost.
Jedna od zabilježenih zgoda iz života Huang Dia, često spominjanog u mitovima i legendama, kazuje sljedeće: 
"Kada je otkrio bakar u gori Shan Shan, Huang Di dao je odliti 'tronožac' u samom podnožju brda Jin Shan. Kada je 'tronožac' bio gotov iza Huang Dia spustio se 'zmaj' s obješenim brkovima. Huang Di se po njima uspeo na 'zmaja', a za njim su krenuli svi njegovi pomoćnici s obiteljima. Na 'zmaja' se popelo više od sedamdeset ljudi. A svi preostali podanici koji se nisu uspjeli popeti na 'zmaja' prihvatili su se zmajevih brkova. Brkovi su otpali, a ljudi popadali (na tlo)."
Valja istaći da se u drevnim kineskim legendama i kronikama u pravilu spominju "leteći zmajevi" koji rigaju silnu vatru i dim ili "ptice koje grme", a vrlo rijetko neki drugi leteći objekti. Razlog tome vjerojatno treba potražiti u činjenici da je za Kineze zmaj od pamtivijeka u njihovoj tradiciji bio simbol božanskog, nedostižnog i nepobjedivog. 
Prema nekim zapisima u starokineskim kronikama drevni Kinezi su, po svoj prilici, također poznavali rendgen, amfibijska vozila (lebdjelice), hibernaciju, genetsko inženjerstvo, svemirske letove te neka druga dostignuća za koja odviše samouvjereno držimo da su vlasništvo i simbol našeg vremena.

## U Vedskim spisima opisi vimana
U izuzetno bogatoj klasičnoj vedskoj književnosti, pisanoj izvorno na sanskrtu, u više drevnih djela opisuju se vrlo detaljno raznovrsne letjelice kojima su se služili bogovi, polubogovi, demoni i kraljevi za daleka putovanja ili za ratne operacije. Tako, primjerice, veliki junački ep "Ramajana" koji sadrži oko 24 tisuće dvostiha od po 32 sloga podijeljenih u sedam knjiga, donosi vrlo detaljne opise vimana - 'nebeskih kočija' ili letjelica čije pogonske motore pokreće neka bijelo-žućkasta tekućina, vjerojatno neka vrsta benzina ili živa.
U široj javnosti manje poznatom vedskom spisu "Sabha-Parvanu" opisuju se, uz vimane, i ogromni sjajni "leteći gradovi" koji lakoćom lebde nebom. Sjajili su poput srebra, a u njima je bilo mnogo hrane, vode, raznovrsnih pića i svih ostalih životnih potrepština te različitog obrambenog oružja velike razorne moći. U njih se moglo smjestiti i do tisuću osoba. I u Mahabharati se također nalaze slični opisi "letećih gradova" koji su se sami mogli pokretati i podizati visoko u nebo te spuštati na zemlju. Na njima su bila ogromna vrata kroz koja su mogle ulijetati i izlijetati manje letjelice (vimane).
Vrlo plastičan i danas svakome posve razumljiv opis asurskog "letećeg grada" iz Mahabharate, koji veoma podsjeća na neke suvremene opise ogromnih NLO-a, glasi: 
A na povratku preda mnom se stvori predivan grad koji sebe sama pokreće.
Blještav i sjajan poput vatre i sunca, prepun dobara raznolikih, prepun sreće, bez tuge i bolesti Lebdeći grad, sjajan i blistav poput sunca, kretao se uvijek u željenom smjeru.
Uspješno se branio zahvaljujući darovima od sinova Ditinih dobivenim.
Čas je nestajao u njedrima Zemljinim, čas se skrivao u daljinama nebeskim,
čas je dolazio postrance, čas bi nestajao u vodu uronjen.
Najzad ga strijele moje željezne i oštre razbiše u komadiće,
i ruševine tog grada asurskog na zemlju popadaše

## Zapis o viđenju vatrenih obruča u drevnom Egiptu i Rimskom Carstvu
Zanimljiva je činjenica da su drevni Egipćani nepokolebljivo vjerovali da njihovi bogovi u "nebeskim lađama" putuju "nebeskim Nilom" - Mliječnom stazom - te da redovito navraćaju na Zemlju. Egipćani od pamtivijeka također vjeruju da su njihovi vladari (faraoni) zemaljski potomci nebeskih bogova te da se oni poslije smrti na svojim "nebeskim barkama" vraćaju u svoj "nebeski dom". Prema tradicionalnom egipatskom vjerovanju da svako zbivanje na nebu nužno ima svoj zemaljski odraz, postaje razumljivo zašto su Egipćani uvijek bili toliko orijentirani na pažljivo promatranje kretanja zvijezda i nebeskih pojava.
U 19. stoljeću otkrio je u Tebi - današnjem Luxoru - profesor Alberto Tuli, tadašnji ravnatelj egipatskog muzeja u Vatikanu, dio nekog prilično oštećenog papirusa iz Annala Thanunva, pisara i vojnog zapovjednika faraona Tutmosisa III. iz 18. dinastije (1504. – 1450. pr. Kr.), koji je zbog svojih velikih osvajanja ostao zabilježen u povijesti kao "Napoleon drevnog Egipta".
Iz Thanunveva zapisa na tom djelomično oštećenom papirusu može se o tom neobičnom događaju pročitati sljedeće: "U dvadeset drugoj godini vladavine Tutmosisa III., u trećem mjesecu zime, šestog sata dana spustio se na zemlju vatreni obruč koji je stigao s neba. Imao je glavu, a zadah iz njegovih usta bio je težak. Njegovo je tijelo bilo jedan rod (oko 5 metara) dugačko ijedan rod široko. Nije davalo nikakve glasove. Zatim se spustilo na svoj trbuh Otišli su do faraona reći mu Njegovo je veličanstvo naredilo bilo je istraženo kako je sve opisano na svicima pohranjenim u Kući života.
Njegovo je veličanstvo razmišljalo o događaju. Kad je prošlo nekoliko dana, broj ovih stvari na nebu se povećao. 
Sjali su tamo jače od samog Sunca i protezali su se dalje od četiriju potpornja nebesa Moćan je bio ratnički položaj vatrenih obruča. Kraljeva vojska je s njim na čelu gledala prema njima Potom su svi vatreni obruči otišli više u nebo, poletjeli su prema jugu i nestali."
I u Rimskom Carstvu zabilježeno je također nekoliko viđenja neobičnih Selica na nebu. Tako su, prema jednom sačuvanom zapisu, 170. pr. Kr. stanovnici Lanopiuma, mjesta na apijskoj cesti udaljenog dvadesetak kilometara od Rima, visoko na nebu vidjeli nevjerojatan spektakl čitave flote Blistavih letjelica.
Rimski pisac Gaj Plinije Mlađi zabilježio je sljedeći događaj: "U vrijeme konzula Lucija Valerija i Gaja Valerija (oko 100. pr. Kr.) gorući štit letio je u Predvečerje nebom od istoka prema zapadu bacajući iskre".
Više uvaženih rimskih pisaca, kao što su Livije, Kasije, Ciceron, Seneka i drugi, opisali su vrlo plastično u svojim djelima tajanstvena pojave na nebeskom svodu, za koje u njihovo doba nije bilo racionalnog objašnjenja. Tek danas postaje razvidno da su sve to zapravo starovjeki opisi viđenja NLO-a.

## Motivi o posjetiteljima s neba u indijanskim predajama
Valja istaći da su predaje i legende o bogovima koji su svojim letjelicama iz kojih je izlazila vatra praćena dimom i strašnom bukom nalik jakoj grmljavini nekoć davno sišli s neba na zemlju, također zabilježene među domorocima u Sjevernoj, Srednjoj i Južnoj Americi koji žive na nekoliko međusobno vrlo udaljenih mjesta te nisu nikada mogli međusobno kontaktirati.
Tako, primjerice, drevne predaje Azteka i Tolteka slave letećeg boga Quetzalcoatla koji je bio najčešće prikazivan u liku pernate zmije. On je, kako kazuju drevne indijanske predaje, nekoć vrlo davno sišao s neba na zemlju uz silnu buku u oblacima dima u namjeri da ljudima podari znanje da bi ih civilizirao i priveo kulturi.
Sačuvana legenda poznatih sjevernoameričkih Navajo Indijanaca kazuje o nekim neobičnim bićima koja su na zemlju sišla odozgo iz oblaka. Oni su ta čudna bića nazivali Anasazi, što na njihovu jeziku ima značenje stari. Drži se da su ti inteligentni došljaci iz nedokučivih zvjezdanih dubina prastanovnicima Sjeverne Amerike podarili mudrost i znanje te time udarili temelje poznatoj indijanskoj Anasazi kulturi koja je nikla krajem 1. stoljeća na rubnim područjima Arizone, New Mexica, Colorada i Utaha.
Ta drevna indijanska kultura, koja je poznavala astronomiju i vještinu građenja kamenom, bila je na vrhuncu svoje moći od početka 10. do svršetka 13. stoljeća, da bi naglo degradirala te gotovo posve propala tijekom 14. stoljeća. Unatoč tome, ona ipak ima povijesni kontinuitet sve do naših dana preko Pueblo Indijanaca koji su daleki potomci plemena Anasazi Indijanaca. Ta su plemena doselila na jugozapad Sjeverne Amerike u prvim stoljećima pr. Kr. odnekud iz Srednje Amerike.
Zanimljivo je da su Sumerani svoje drevne posjetitelje s neba, koji su ih poveli civiliziranom življenju, zvali Annunaki. Teško se oteti dojmu da nazivi Anasazi i Annunaki za inteligentne nebeske došljake donekle lični, što ukazuje na prilično realnu mogućnost da su drevne pretke indianskog plemena Navajo i tisućama kilometara udaljene Sumerane svojevremeno posjetila ili posjećivala istovrsna razumna bića te su s njima dulje vrijeme održavala prisne kontakte.
Vrlo slične predaje i običaji zabilježeni su također i kod nekih međusobno tisućama kilometara udaljenih indijanskih plemena u Srednjoj i Sjevernoj Americi. Tako je, primjerice, u indijanskom plemenu Huiho, koje živi u središnjem području Meksika, sačuvana drevna predaja koja kazuje kako su njihove pretke još davno prije dolaska španjolskih osvajača posjetili pripadnici nekog "prijateljskog plemena" čija se domovina nalazi negdje vrlo daleko u svemiru.
Oni su sletjeli na Zemlju na velikim "kotačima sjajnim poput dragulja". Dolazili su u sela k strahovito uplašenim i posve neukim precima Huiho Indijanaca. Kada su učeni došljaci s neba nakon duljeg vremena postupno stekli njihovo povjerenje, kazivali su im mnoge teško razumljive stvari o svojoj dalekoj nebeskoj domovini. 
Posebno je zanimljiva drevna predaja sačuvana među pripadnicima Hopi Indijanaca, koji danas žive u rezervatu na sjeveroistoku američke savezne države Arizone. U njoj se spominju "nebeski učitelji Kachini", neobična izgleda, koji su nekoć davno dospjeli na Zemlju s nekog velikog zvjezdanog sustava zvanog Toonautakhu oko kojeg, prema njihovu kazivanju, kruži čak dvanaest planeta. Oni drevne "nebeske učitelje Kachine" opisuju kao čovjekolika bića neobična izgleda koja za svoja međuzvjezdana putovanja koriste letjelice raznih veličina i naziva. Indijanska predaja tvrdi da su oni neko vrijeme živjeli s precima njihova plemena i strpljivo ih podučavah mnogim korisnim vještinama i znanjima. Jednog dana, nakon što su završili svoju istrazivačko-edukativnu misiju na Zemlji, odletjeli su svojom nebeskom letjelicom uz čvrsto obećanje, dano ožalošćenim precima Hopi Idijanaca, da će ge jednog dana vratiti.

## Predaje sjevernoameričkih Indijanaca o podrijetlu čovjeka
Zanimljivo je i vjerojatno nije slučajno da, uz Sumerane i Dogone, također i etničke skupine svjevernoameričkih Indijanaca od njih tisućama kilometara udaljene i prostranim Atlantikom potpuno odvojene u svojoj bogatoj i raznolikoj predaji također govore, svaka na svoj način, o nebeskom, odnosno kozmičkom podrijetlu čovjeka.
U tom pogledu posebno se ističu predaje četiriju velikih etničkih skupina Indijanaca koje su u doba kolonizacije Sjeverne Amerike slobodno živjele u prostranom istočnom šumskom pojasu koji se protezao od velikog poluotoka Labradora i Hudsonova zaljeva na sjeveru, sve do velikih rijeka Missouri i Missisippi na zapadu te dalekih toplih obala Meksičkog zaljeva na jugu.

## Materijalni tragovi pradrevnih kontakata

### Otkrića dr. Andrea Leroia-Gourhana
Uvaženi francuski profesor dr. Andre Leroi-Gourhan (1911. – 1986.) ostao je u znanstvenim krugovima upamćen kao jedan od najboljih stručnjaka za drevnu pretpovijesnu umjetnost Zapada. Budući da je nebrojene dane tijekom svog radnog vijeka proveo strpljivo sjedeći u mračnim, vlažnim i prohladnim špiljama gorskih masiva južne i jugozapadne Francuske te sjeverne Španjolske (Altamira, Cognac, Lascaux, Niaux, Pech-Merle itd.), njegovi su ga kolege nazivali špiljskim čovjekom.
Entuzijastični profesor Gourhan dugi je niz godina ustrajno proučavao i s neizmjernom pažnjom detaljno precrtavao na licu mjesta brojne špiljske slikarije koje su prikazivale karakteristične prizore iz svakodnevnog života prastanovnika tog područja. Čak i danas, godinama nakon njegove smrti, mnogi pedantni nacrti i gotovo fotografski vjerne reprodukcije brojnih špiljskih crteža koje je svojevremeno načinio pobuđuju veliku pozornost i divljenje u svijetu znanosti.
Kada su sredinom šezdesetih godina brojni crteži i reprodukcije drevnog pećinskog slikarstva iz Altamire, Lascauxa, Niauxa, Pech-Merlea te iz još petnaestak drugih, široj javnosti manje poznatih špilja, koje je svojevremeno vrlo pedantno izradio profesor Gourhan, dospjeli u ruke uvaženom francuskom ufologu i piscu Aime Michelu, oni su ga svojom izražajnošću i uvjerljivošću prikazanih motiva duboko impresionirali. U početku svojih istraživanja drevnih špiljskih slikanja on naprosto nije vjerovao onome što je vidio svojim očima.
Bio je vrlo iznenađen i posve zbunjen kada je na nekim od tih slikarija, povrh već spomenutih realističnih prizora iz svakodnevnog života, uočio i neke neobične leteće objekte kružnog ili vretenastog oblika. Neki od tih objekata nacrtani su kako se spuštaju na tlo te se čini kao da iz njih, nakon slijetanja, izlaze neka čovjekolika bića. U špilji kod gradića Niauxa u južnofrancuskoj provinciji Arige prikazan je na jednom crtežu NLO u letu, koji iza sebe ostavlja dimni trag kao moderna letjelica s mlaznim ili raketnim motorom.
Na temelju analize tih neobičnih popratnih motiva na špiljskim slikarijama diljem svijeta A. Michel je zauzeo čvrst stav da su, po svoj prilici, jos tijekom kamenog doba na Zemlji postojale letjelice ili NLO-i te da one zasigurno nisu bile rijetkost u to drevno prapovijesno doba obavijano gustom koprenom tame. U tom je pogledu A. Michel, na temelju svojih istraživanja, 1969. smiono kazao sljedeće: "Točno realističko prikazivanje ljudi i životinja dovodi do neizbježne pretpostavke da i pri ovim neobjašnjivim objektima susrećemo stvarnu pojavu. Na špiljskim je crtežima prikazano čak 40 različitih vrsta letećih objekata - 'teliesa' - čiji oblici napadno sliče objektima koje danas poznajemo pod nazivom NLO."

### Neobični prapovijesni crteži u špiljama Varzelandije
Na stijenama te podzemne dvorane u Južnoj Americi članovi ekspedicije, koju je predvodio profesor dr. Herman Ebecken, vrstan arheolog i speleolog, su ubrzo zapazili i snimili velik broj crteža. Na jednom od njih prikazan je neki pravilan kupolasti objekt koji prolijeće nebom između Sunca i Mjeseca u pratnji nekog drugog izduženog letećeg objekta oblikom sličnog cigari. Na drugim slikarijama u toj pećini prikazani su neki diskovi koji nadlijeću zemlju, a njihova formacija veoma sliči formaciji NLO-a viđenoj 1957. kod grada Lubbocka u Teksasu.
Posebnu pozornost istraživača privukao je jasno raspoznatljiv crtež Sunčeva sustava na kojem je, veličinom te u donekle pravilnom rasporedu prema Suncu, prikazano osam planeta. Deveti planet - Pluton - možda nije bio poznat pretpovijesnom slikaru ili je uništen zubom vremena.

### Oslikani tunelski splet na obalama jezera Dongting
U srpnju 1961. u jugoistočnoj Kini, u provinciji Hunan, na južnim obalama velikog jezera Dongting, zapadno od grada Yuanjianga je profesor arheologije i etnologije Chi Pen-Lai sa Sveučilišta u Pekingu, sa svojim asistentom Hui Chutingom i dr. Wu To-Waiem, izvodio na poluotoku Jotou, u Dolini kamenja, arheološka iskapanja i izmjere osnovice neke davno srušene velike piramidalne građevine koja do tada nije bila istražena. Tijekom arheoloških iskapanja u blizini ostataka piramide oni su naišli na neke zatrpane podzemne hodnike koji se spuštaju ispod razine jezera. 
U sklopu tog zadivljujućeg, davno potopljenog tunelskog spleta glatkih i, čini se, glaziranih zidova, koji svojom topološkom složenošću i veličinom podsjeća na pravi labirint, otkrivena je, navodno na dubini od 32 metra ispod razine jezera, prostrana podzemna dvorana koja predstavlja križište nekoliko hodnika. Pažljivim razgledavanjem njezinih glatkih zidova pod svjetlom reflektora vješti kineski istraživači ubrzo su uočili na njima brojne precizno ugravirane crteže. Profesor Chi Pen-Lai je naknadno procijenio da te gravure vjerojatno potječu iz neolitika, što znači da su stare najmanje pet ili šest tisuća godina.
Uočeni su tragovi postakljenja zidova koji upućuju da su ti tuneli i dvorana vjerojatno bili izrađivani ili finalizirani uz primjenu nekih uređaja ili strojeva koji su u svome radu koristili vrlo visoku temperaturu od oko 1500-2000 C pri kojoj se topi kamen. Profesoru Chi Pen-Laiu i njegovim suradnicima bilo je odmah jasno da su taj drevni tunelski splet iz paleolitika te velik broj dobro uščuvanih neoitičkih gravura na izuzetno tvrdim stijenama podzemne dvorane, mogli biti izrađeni jedino upotrebom specijalnih alata i naprava načinjenih iz vrlo tvrdih kovina kojih, po svim dotadašnjim znanstvenim saznanjima, tada još nikako nije moglo biti.
No, kudikamo najveće iznenađenje za istraživački tim profesora Chi Pen-Laia uslijedilo je tek kada su, razgledavajući na stijenama podzemne dvorane brojne zidne gravure s motivima iz lova, na nekima od njih uočili vrlo neobične, ali u naše vrijeme jasno prepoznatljive motive koji se nikako ne mogu uklopiti u našu ukalupljenu pozitivističku predodžbu o životu te posvemašnjoj tehničkoj i astronomskoj neukosti ljudi iz paleolitika odnosno neolitika.
Na jednom ugraviranom crtežu prikazana je neka kugla oko koje se, kao oko središnjeg tijela, nalazi raspoređeno deset manjih kugli na različitim udaljenostima. Nije bilo teško zaključiti da ta drevna gravura na stijeni podzemne dvorane očito zorno predočuje shematizirani prikaz Sunčeva sustava koji, prema današnjim astronomskim saznanjima, ima devet, a ne deset planeta. Posljednja tri planeta (Uran, Neptun i Pluton) nisu vidljiva niti najoštrijim golim okom. Ta neolitička gravura navodi na heretički zaključak da su njezini drevni autori, još prije najmanje pet ili više tisuća godina, odnekud znali za sve planete Sunčeva sustava, uključujući i nama danas nepoznati deseti planet.

### Kemijske strukturne formule naslikane na uralskim pećinama
Na mnogim stijenama i liticama duž obala Uralskih rijeka Jurzan, Nejva, Rež, Tagil i drugih, otkriveni su još krajem 17. stoljeća - za vladavine ruskog cara Petra I. - zagonetni crteži i zapisi nepoznata podrijetla. Stručnjaci drže da starost tih neobičnih drevnih pećinskih crteža iznosi četiri do pet tisućljeća. U pokušaju da objasni što ti zagonetni crteži prikazuju ruski, znanstvenik dr. V. N. Černecov u svojoj knjizi "Slikarije crtarije na stijenama Urala", čiji je prvi svezak objavljen u izdanju Akademije znanosti 1964., a drugi 1971., tvrdi da oni prikazuju neko prapovijesno lovačko oružje i naprave. Ta nedovoljno uvjerljiva i posve neutemeljena etnografska pretpostavka važila je sve do 1974. u znanstvenim krugovima kao jedina mjerodavna.
Međutim, pažljivijim razgledavanjem i analizom tih crteža zagonetnih motiva došlo se u novije vrijeme do posve drugačijih ideja i boljih tumačenja. Tako, primjerice, dr. V. I. Avinski, po struci rudarski inženjer i vrstan specijalist mineraloško-geoloških znanosti, drži da ti drevni crteži zadiru duboko u strukturnu kemiju. Po njegovu mišljenju, oni napadno sliče na vrlo složene strukturne formule danas dobro nam znanih složenih organskih spojeva ili materijala koji, po našim saznanjima, nikako nisu mogli biti poznati posve neukom i primitivnom čovjeku iz mlađeg paleolitika ili halkolitika (bakrenog doba). Dr. V. I. Avinski objavio je svoje postavke o kemijskom značenju tih drevnih slikanja 1974. u časopisu Himija i žizrf (Kemija i život) broj 9/74, stranica 82. Taj je rad veoma uzbudio mnoge ortodoksne znanstvenike koji drže da se tu radi samo o pukoj slučajnosti i bujnoj ljudskoj fantaziji. No takvo uobičajeno, apriorno i neargumentirano odbojno tumačenje vidljivo uznemirenih znanstvenika ne djeluje nimalo uvjerljivo, jer je podudarnost u velikom broju bitnih detalja (složene valentne veze i strukture) toliko visoka da se zasigurno ne može raditi ni o kakvoj slučajnoj sličnosti ili bujnoj i razigranoj mašti drevnih umjetnika.

### Zagonetni arheološki nalazi u špiljama Bayan Kara Ula (Kamenje iz Drope)
Jedno od najvećih i nedvojbeno najuvjerljivijih arheoloških otkrića koje podupire temu o nepoznatim inteligentnim došljacima koji su nekoć vrlo davno odnekud iz zvjezdanih dubina sletjeli na Zemlju i o tome ostavili pisano svjedočanstvo, zbilo se krajem tridesetih godina, neposredno prije izbijanja drugog svjetskog rata, u visokom, teško pristupačnom i rijetko naseljenom azijskom planinskom masivu, koji se proteže na velikom prostoru u graničnom području kineskih provincija Sichuan i Quinghai te Tibeta.
Tamo je 1937. i 1938. tim kineskih arheologa, predvođen profesorom Chi Pu-Teiom s pekinške Akademije za pretpovijest, izvodio detaljan rutinski pregled niza međusobno povezanog spleta planinskih špilja. Navodno je jedan dio tih špilja bio izrađen nekom nepoznatom tehnologijom, pa je više sličio složenom tunelskom spletu ili podzemnim skladištima.
Osnovni zadatak istraživanja tih teško dostupnih i vrlo visoko smještenih planinskih špilja bio je iskapanje u njima nađenih nizova pravilno raspoređenih drevnih grobova u kojima su se nalazili neobično mali kosturi nekih čovjekolikih bića neprirodno vretenasta tijela s neproporcionalno velikim i prerazvijenim lubanjama. Njihova prosječna visina iznosila je svega 130-ak centimetara, dok im je opseg lubanje bio čak 55 centimetara.
Prilikom iskopavanja špiljskih grobova i razgledavanja tih neobičnih malenih kostura jedan član istraživačkog tima spotaknuo se u polumraku jedne od tih špilje na oveći, napola zakopan pločasti komad kamena koji je djelomično virio iz pijeska. Kad ga je izvadio, očistio od pijeska i prašine i pažljivije razgledao odmah je uočio da to nije plosnati komad prirodno odlomljene granitne stijene, već neki vrlo neobičan i nadasve brižljivo izrađen artefakt velike starosti.
Taj, vrlo pravilan kružni granitni kameni disk promjera tridesetak centimetara i debljine oko dva centimetra, s precizno izrađenom kružnom rupom promjera oko četiri centimetra u njegovom središtu, veličinom i izgledom veoma nalikuje našim velikim gramofonskim LP pločama ili suvremenim kompaktnim diskovima. Pažljivim razgledavanjem njegove dobro uglačane površine kineski istraživači su odmah uočili da se od središnje rupe prema obodu diska u obliku spirale proteže neki gusti, vrlo sitan dvotračni brazdasti zapis na nepoznatom pismu koje nitko od članova tima nije mogao identificirati niti pročitati. Stoga se tim neobičnim zapisom na nađenom disku, zbog prečih poslova na iskapanju grobova, dalje nisu bavili. Nakon temeljitog naknadnog pregledavanja i daljnjih arheoloških iskapanja u teško dostupnim špiljama surovog Bayan Kara Ula otkriveno je 1938. još 715 takvih precizno izrađenih kamenih diskova, s manje ili više oštećenim spiralnim zapisom koji su također bili označeni, evidentirani te otpremljeni u Peking. No, unatoč tome, ti su neobični nalazi, a posebice brojni zagonetni masivni kameni diskovi s gustim spiralno raspoređenim zapisom, punih dvadesetak godina izazivali znatiželju većeg broja 
kineskih znanstvenika, a posebice filologa i lingvista koji su ih pokušavali pročitati. 
Među svima njima u tome je jedino uspio uporan i pronicljiv profesor Tsum Um-Nui s pekinške Akademije za prapovijest, uz svesrdnu pomoć četvorice svojih suradnika, nakon mukotrpnog mnogogodišnjeg rada. Oni su oko 1960., nakon mnogih neuspjelih pokušaja, napokon uspjeli otkriti ključ za djelomično dešifriranje tih krajnje zagonetnih spiralno raspoređenih gustih brazdastih zapisa vrlo precizno ugraviranih na kamenim diskovima. 
U djelomično pročitanim zapisima s tih kamenih diskova stoji - sažeto 'prepričano' - surova životna drama drevnih nebeskih mornara koja se odigrala prije otprilike dvanaest tisuća godina u surovim vrletima Bayan Kara Ula. U jednom od pročitanih zapisa stoji da se jedna veća skupina tima, kako u tekstu sami sebe nazivaju ti inteligentni došljaci iz svemira, i uputila prema "trećem planetu" našeg planetskog sustava. Zbog nekog kvara na njihovu "zračnom brodu" on nije mogao normalno sletjeti na predodređenom mjestu, već se, uz velike napore posade, jedne noći, umjesto na Planiranom odredištu, prisilno spustio u krajnje negostoljubivo planinsko Područje Bayan Kara Ula. Nije bilo načina niti materijalnih mogućnosti da se "zračni brod" popravi i osposobi za let, a još manje da se izradi novi kojim bi se Drope mogli vratiti na matični svemirski brod ili planet. Stoga nesretnim preživjelim došljacima iz svemira nije preostalo ništa drugo već da zauvijek ostanu na Zemlji na kojoj je tada, prema današnjim službenim znanstvenim saznanjima, još gotovo posvuda carevalo vrlo surovo kameno doba.
Prva noć koju su došljaci proveli u surovom ambijentu Bayan Kara Ula opisana je na jednom od tih granitnih diskova otprilike ovako: "Drope su se spustile iz oblaka svojim zračnim brodom. Naši muškarci, žene i djeca sakrili su se pred Kamama deset puta u špilje prije nego što je izašlo sunce. Tek tada su oni shvatili znakove i uvidjeli da Drope imaju miroljubive namjere."

### Otkriće u Abidu, Egipat
U sklopu prostranog hramskog kompleksa Setija I. otkriveni su i snimljeni 1992. na bočnoj plohi jedne masivne kamene stropne grede kvadratičnog presjeka, koja nosi težak kameni svod grobnice, uklesani neki neobični slikovni znakovi. Oni se, zbog vrlo jasne raspoznatljivosti motiva koje predočava, nikako ne mogu ubrojiti u hijeroglifske znakove, već u kartuše.
Već na prvi pogled svakome je jasno da oni vrlo realistično predočuju tri moderne letjelice; helikopter, lebdjelicu na zračnom jastuku (hovercraft) te, po svoj prilici, neki veći zračni ili svemirski brod koji izgledom vrlo sliči onima koje već desetljećima viđamo u SF filmovima. Četvrti objekt, izdužena oblika s kupolom iz koje izlazi podulja ravno položena cijev, svojim izgledom napadno sliči modernom tenku.
Taj drevni apokrifni slikovni zapis koji potječe iz razdoblja Novog kraljevstva (12. stoljeće pr. Kr.) prvi je snimio i objavio još krajem 1992. Bruce Rawles.